# Angerschluchtbrücke
Die Angerschluchtbrücke, auch Angertalbrücke, ist eine Eisenbahnbrücke bei Kilometer 25 auf der Nordrampe der Tauernbahn bei Bad Hofgastein im Gasteinertal. Es handelt sich um eine Bogenbrücke aus Stahlbeton. Sie wurde im Zuge des zweigleisigen Ausbaus der Strecke errichtet und 2016 in Betrieb genommen. Die Brücke ersetzt eine 1905 errichtete, eingleisige Stahlbogenbrücke, die inzwischen unter Denkmalschutz steht.

## Alte Brücke
Die alte Brücke ist eine zweigelenkige, stählerne Bogenbrücke mit aufgeständerter Fahrbahn. Sie hat eine Spannweite von 110 m, eine Gesamtlänge von 137 m und eine Höhe von 85 m. Die Höhe des Fachwerkbogens beträgt in der Mitte 2,1 m und an den Widerlagern 16,1 m. Die Abmessungen geben der Brücke ein schlankes und elegantes Erscheinungsbild. Auf der Südseite schließt sich ein gemauerter Bogen an. Erbaut wurde sie von der Brückenbauanstalt Graz der AG R. Ph. Waagner. Die Bauleitung verantwortete der Sektionschef des Eisenbahnministeriums, Carl Wurmb (* 1850; † 1907). Nach der Eröffnung der neuen Brücke wurden auf der alten Brücke die Gleise abgetragen. Die zukünftige Nutzung ist derzeit unklar, aufgrund des Denkmalschutzes muss sie weiter instand gehalten werden.

## Neue Brücke
Die Tauernbahn ist eine ursprünglich eingleisige Strecke, nur der Tauerntunnel war von Anfang an zweigleisig. Zur Kapazitätserhöhung begann die ÖBB einen zweigleisigen Ausbau der Rampenstrecken. Bei der Überquerung des Angertals war ein Ersatz der inzwischen altersschwachen Brücke erforderlich. Dieser erfolgte hangseits neben der alten Brücke, mit nördlich der Brücke eine Tunnellösung (Schlossalmtunnel), damit die bisher offen dem Hang folgende Linienführung ersetzt und begradigt werden konnte. Deshalb ist die Lage der neuen Brücke im Vergleich zur alten Brücke leicht verschwenkt. 
Die Bauarbeiten begannen im September 2006 und dauerten im Grunde knapp drei Jahre. Im Verlauf der Baumaßnahmen ergaben sich aber Rechtsstreitigkeiten über die Umweltverträglichkeit des Bauwerks, was zu einer erheblichen Verzögerung der Betriebsgenehmigung führte. Die Touristengemeinden im Gasteinertal befürchteten eine Zunahme des Eisenbahnverkehrs mit entsprechend höherer Lärmbelästigung. Die ÖBB sagte daraufhin zusätzliche Maßnahmen zur Lärmbeseitigung zu. Erst im Herbst 2015 erteilten die Behörden einen positiven Bescheid. Rund zehn Jahre nach Baubeginn konnte die neue Brücke am 25. April 2016 endlich in Betrieb genommen werden. Veranschlagt waren die Baukosten mit 15 Mio. Euro, tatsächlich hat das ganze Projekt 22 Mio. Euro gekostet.